# Coussapoa sprucei
Coussapoa sprucei är en nässelväxtart som beskrevs av Gottfried Wilhelm Johannes Mildbraed. Coussapoa sprucei ingår i släktet Coussapoa och familjen nässelväxter. Inga underarter finns listade i Catalogue of Life.